# Choi Seung-in
Choi Seung-in (sinh ngày5 tháng 3 năm 1991) là một cầu thủ bóng đá Hàn Quốc hiện tại thi đấu cho Busan IPark.

## Thống kê câu lạc bộ
Tính đến 4 tháng 12 năm 2017
| Thành tích câu lạc bộ | Thành tích câu lạc bộ | Thành tích câu lạc bộ | Giải vô địch | Giải vô địch | Cúp                   | Cúp                   | Cúp Liên đoàn | Cúp Liên đoàn | Play-off | Play-off  | Tổng cộng | Tổng cộng |
| Mùa giải              | Câu lạc bộ            | Giải vô địch          | Số trận      | Bàn thắng    | Số trận               | Bàn thắng             | Số trận       | Bàn thắng     | Số trận  | Bàn thắng | Số trận   | Bàn thắng |
| Nhật Bản              | Nhật Bản              | Nhật Bản              | Giải vô địch | Giải vô địch | Cúp Hoàng đế Nhật Bản | Cúp Hoàng đế Nhật Bản | J. League Cup | J. League Cup | Play-off | Play-off  | Tổng cộng | Tổng cộng |
| --------------------- | --------------------- | --------------------- | ------------ | ------------ | --------------------- | --------------------- | ------------- | ------------- | -------- | --------- | --------- | --------- |
| 2010                  | Shonan Bellmare       | J1 League             | 1            | 0            | 0                     | 0                     | 1             | 0             | -        | -         | 2         | 0         |
| Hàn Quốc              | Hàn Quốc              | Hàn Quốc              | Giải vô địch | Giải vô địch | Cúp FA                | Cúp FA                | Cúp Liên đoàn | Cúp Liên đoàn | Play-off | Play-off  | Tổng cộng | Tổng cộng |
| 2013                  | Gangwon FC            | K League 1            | 10           | 2            | 0                     | 0                     | -             | -             | 2        | 2         | 12        | 4         |
| 2014                  | Gangwon FC            | K League 2            | 20           | 2            | 1                     | 0                     | -             | -             | -        | -         | 21        | 2         |
| 2015                  | Gangwon FC            | K League 2            | 31           | 11           | 1                     | 2                     | -             | -             | -        | -         | 32        | 13        |
| 2016                  | Busan IPark           | K League 2            | 14           | 2            | 0                     | 0                     | -             | -             | -        | -         | 14        | 2         |
| 2017                  | Busan IPark           | K League 2            | 15           | 1            | 5                     | 3                     | -             | -             | 1        | 0         | 21        | 4         |
| Tổng cộng sự nghiệp   | Tổng cộng sự nghiệp   | Tổng cộng sự nghiệp   | 91           | 18           | 7                     | 5                     | 1             | 0             | 3        | 2         | 102       | 25        |